# John Marston (personaggio)
John Marston (1873 - 1911) è un personaggio immaginario statunitense di origini scozzesi, ideato da Sam Houser e doppiato da Rob Wiethoff.
È il protagonista di Red Dead Redemption (2010) e il co-protagonista di Red Dead Redemption II (2018).

## Biografia

### Passato
Secondo quanto affermato da John Marston stesso, è nato nel 1873 da padre scozzese e madre prostituta, morta durante il parto. Il padre, alcolista, morì in seguito a una rissa in un bar, e John fu mandato in orfanotrofio all’età di otto anni. A undici anni riuscì a fuggire e si unì a una banda di criminali guidata da Dutch van der Linde. Con il tempo, John instaurò un legame con i membri del gruppo, arrivando a considerare Dutch come un padre, poiché fu lui a insegnargli a leggere, scrivere e andare a cavallo. Nel 1894 si unì alla banda una prostituta di nome Abigail Roberts, di cui John si innamorò, decidendo in seguito di sposarla ufficialmente. L’anno successivo nacque loro figlio Jack, che però John inizialmente trascurò, dubitando di esserne il padre. Questi dubbi lo spinsero ad abbandonare la banda. Tuttavia, vi fece ritorno l’anno seguente, venendo accolto da tutti tranne che da Arthur Morgan, fedele membro del gruppo e secondo solo a Dutch. Arthur lo considerava egoista per aver abbandonato la propria famiglia. 

### Red Dead Redemption II
Nel 1899, la banda di Dutch si reca a Blackwater con l’intenzione di compiere un’ultima grande rapina per poi acquistare un ranch e condurre una vita tranquilla. Tuttavia, il colpo prende una piega imprevista e la banda è costretta ad abbandonare il bottino in città e fuggire verso nord. I fuorilegge si rifugiano tra le montagne per sfuggire ai cacciatori di taglie e ai Pinkerton. In questo contesto, John, sorpreso da una tormenta di neve, rimane disperso per tre giorni, finché non viene soccorso da Arthur e Javier.
Pochi giorni dopo, la banda si trasferisce nei pressi di Valentine, dove John comincia a riprendersi. Per contribuire, decide di organizzare con Arthur una rapina a un treno appartenente a un ricco petroliere, Leviticus Cornwall. Il colpo riesce anche grazie all’aiuto di Charles e Sean. Un’altra attività che John svolge con Arthur è la vendita di alcune pecore rubate a Valentine, ma il piano fallisce quando Arthur e Dutch ingaggiano uno scontro a fuoco in città con gli uomini di Cornwall, costringendo la banda a fuggire più a sud, nei pressi di Rhodes.
A Rhodes, la banda stringe rapporti con lo sceriffo Leigh Grey, il quale nomina Arthur e Dutch vice-sceriffi per aiutarli a mantenere un basso profilo. Nel frattempo, scoprono che la città è controllata da due famiglie rivali: i Grey, cui appartiene lo sceriffo, e i Braithwaite. Dutch ordina alla banda di lavorare per entrambe, così da innescare un conflitto tra loro e approfittarne per derubarle. John, insieme a Javier e Arthur, svolge un incarico per il capofamiglia dei Grey, rubando cavalli pregiati ai Braithwaite da rivendere a ricettatori. La banda prosegue con compiti per entrambe le famiglie, che però finiscono per smascherarne le intenzioni. I Grey attirano quindi la banda in un’imboscata a Rhodes con la scusa di un nuovo lavoro: nello scontro uccidono Sean, ma vengono poi massacrati da Dutch e i suoi uomini. Intanto, i Braithwaite rapiscono Jack, il figlio di John. La banda assalta quindi la villa dei Braithwaite, uccidendone i membri, e interroga la matriarca della famiglia, scoprendo che ha consegnato il bambino ad Angelo Bronte. Quest’ultimo, un criminale italoamericano residente a Saint Denis, si occupa di frodi bancarie e corruzione di funzionari e membri dell’alta società per i propri scopi. Dopo aver dato fuoco alla villa dei Braithwaite, la banda torna all’accampamento e scopre che i federali li hanno localizzati. Costretti a spostarsi, John e Arthur partono in esplorazione verso sud, trovando una vecchia villa abbandonata. Dopo aver eliminato i quattro banditi che la occupavano, decidono di stabilirvi il nuovo accampamento.
Dopo aver individuato l’abitazione del criminale italoamericano, Dutch, Arthur e John si recano a casa di Bronte per ottenere la restituzione del piccolo Jack. Bronte propone loro un accordo: in cambio del bambino, dovranno svolgere un incarico per lui. I due dovranno infiltrarsi in un cimitero locale e fermare dei delinquenti intenti a profanare tombe. John e Arthur portano a termine il compito e tornano da Bronte, dove trovano ad attenderli Dutch e Jack. I tre riportano il bambino all’accampamento, dove viene organizzata una festa di bentornato. Poco dopo, Bronte suggerisce alla banda di rapinare la biglietteria della stazione, garantendo un bottino consistente. Il gruppo prepara il colpo e si dirige sul posto, ma scopre che si tratta di una trappola: nelle casse ci sono solo pochi spiccioli e l’edificio viene rapidamente circondato dai federali. Dutch e i suoi riescono però a fuggire dopo una rocambolesca evasione. Riunitasi, la gang decide di vendicarsi e pianifica un assalto alla villa di Bronte: con l’aiuto di alcuni barcaioli in conflitto con il criminale, il gruppo raggiunge l’abitazione passando dal canale posteriore a bordo di canoe. Dutch e i suoi uomini catturano Bronte con l’intenzione di chiedere un riscatto. Tuttavia, durante il ritorno, Bronte inizia a insultare Dutch, che perde il controllo e lo annega, dandolo poi in pasto ai coccodrilli, lasciando sconvolti Arthur e John. Qualche giorno dopo, Dutch organizza una rapina alla banca principale di Saint Denis, sperando di ottenere una somma enorme per poi fuggire a Tahiti o Cuba. Ma al momento della fuga, il gruppo si trova di fronte gli agenti federali, insieme a Hosea, che era stato catturato in precedenza. L’agente Milton, responsabile dell’operazione, uccide a sangue freddo Hosea, rivelando la sua brutalità. Dutch e i suoi si fanno strada tra i federali, ma John viene catturato all’interno della banca e Lenny viene ucciso durante la fuga sui tetti.
Dopo che John viene incarcerato sull’isola penitenziaria di Sisika, iniziano a circolare voci secondo cui sarebbe destinato all’impiccagione. Dutch, convinto che non gli verrà fatto alcun male, decide di non intervenire. Tuttavia, Arthur e Sadie scelgono autonomamente di liberarlo e riescono a infiltrarsi sull’isola, facendolo evadere grazie all’uso di una mongolfiera. John viene poi messo al corrente della situazione della banda e, come altri membri, comincia a rendersi conto della crescente instabilità mentale di Dutch. Quest’ultimo elabora un piano per fuggire verso nord, a New York, sfruttando le tensioni politiche tra gli indiani Wapiti e l’esercito statunitense: intende provocare il caos colpendo obiettivi militari strategici e far ricadere la colpa sugli indiani. In tal modo, la gang potrebbe approfittare della confusione per dileguarsi. Su ordine di Dutch, quindi, la banda si allea con i Wapiti e avvia una serie di sabotaggi contro il forte che controlla la regione. Arthur e John fanno saltare il Bacchus Bridge e Arthur convince John a fuggire con Abigail e Jack non appena avranno i soldi. In seguito, insieme all’intera banda e agli indiani Wapiti, John affronta l’esercito americano guidato dal colonnello Favours. Poco dopo, Dutch pianifica l’ultimo colpo: l’assalto a un treno. Durante l’azione, John viene colpito a una spalla e cade dal treno; Dutch e Micah iniziano a tornare indietro per aiutarlo ma, alla vista degli agenti Pinkerton, decidono di abbandonarlo. Nonostante ciò, John riesce a sopravvivere e tornare all’accampamento. Qui si realizza quanto Arthur temeva: Dutch si schiera contro lui e John. Gli agenti Pinkerton arrivano sulla scena e ne nasce una violenta sparatoria. Arthur e John fuggono, ma il cavallo di Arthur viene ucciso. Arthur può allora decidere se continuare la fuga con John o tornare a recuperare il denaro nascosto nella caverna. Qualunque sia la scelta, Arthur consegna a John il suo cappello e la sua borsa, esortandolo a vivere con la sua famiglia e a non voltarsi mai indietro. John lo ringrazia profondamente, consapevole che non lo rivedrà più, e i due si riconciliano pienamente, dichiarandosi affetto reciproco. John riesce infine a fuggire e si ricongiunge con Abigail e Jack, con cui decide di iniziare una nuova vita onesta.
Anni dopo, nel 1907, John, pur tentando di iniziare una nuova vita, si ritrova spesso coinvolto in situazioni spiacevoli in cui è costretto a usare le armi. Questo provoca frequenti litigi con Abigail. La famiglia si trasferisce a Strawberry in cerca di una casa e di un impiego. John viene assunto come bracciante al Pronghorn Ranch, dove si trasferisce con la sua famiglia. Qui apprende i lavori agricoli e stringe amicizia con il proprietario terriero Duncan Geddes. Una notte il ranch viene assaltato da alcuni briganti che rubano i cavalli, e John decide di recuperarli, eliminando i delinquenti. Il giorno seguente viene inseguito da dei cacciatori di taglie, con cui ingaggia una sparatoria uccidendoli tutti. Abigail, furiosa per il continuo ricorso alla violenza, lascia il ranch con Jack. Determinato a dimostrare alla moglie di voler cambiare, John si reca a Blackwater dove acquista il ranch Beecher's Hope. In città ritrova Zio, che decide di rimanere con lui per aiutarlo a sistemare la proprietà. In seguito, i due si recano a Saint Denis dove rintracciano Charles, che si unisce a loro. Tempo dopo, John riceve un telegramma da Sadie Adler e la incontra a Valentine, scoprendo che è diventata una cacciatrice di taglie. Dopo varie vicende, John, insieme a Zio e Charles, trascorre i mesi successivi a sistemare il ranch costruendo una casa e una stalla; per saldare il debito contratto con la banca, cattura ricercati, a volte collaborando con Sadie. Terminati i lavori, John invia una lettera ad Abigail spiegandole quanto ha fatto; pochi giorni dopo, viene raggiunto da lei e da Jack, riunendosi infine alla sua famiglia per iniziare una nuova vita. John decide poi di sposare ufficialmente Abigail, donandole l’anello che Arthur aveva dato anni prima alla sua fidanzata. In seguito, Sadie informa John di aver localizzato Micah e, insieme a lei e a Charles, parte per vendicare Arthur. A Strawberry catturano Cleet, scoprendo che Micah ha formato una banda e si trova sul Monte Hangen; successivamente, il trio uccide Cleet. Giunti sul monte, affrontano la banda di Micah, eliminando tutti, incluso Joe. John si ritrova faccia a faccia con Micah e i due ingaggiano un duro scontro a fuoco, ma quest’ultimo prende Sadie in ostaggio. In quel momento arriva anche Dutch, che si scopre essersi alleato con Micah. John tenta di persuaderlo a fare la cosa giusta e, infine, Dutch spara a Micah, liberando Sadie e dando a John l’opportunità di ucciderlo definitivamente. John recupera il denaro nascosto nella baracca di Micah e torna a casa insieme a Sadie e Charles. Con quel denaro salda il debito con la banca, iniziando finalmente una nuova vita con la sua famiglia, libera da problemi e preoccupazioni

### Red Dead Redemption
John vive in pace con la sua famiglia, lontano dalle sparatorie; tuttavia, nel 1911, gli agenti del Bureau of Investigation si presentano alla sua porta. Il capo degli agenti, Edgar Ross, gli propone un ricatto: o aiuta a catturare i suoi ex compagni, oppure per lui, la moglie e il figlio — che nel frattempo vengono prelevati e condotti in un luogo segreto — si apriranno per sempre le porte della prigione.
John, costretto ad accettare, parte alla ricerca dei suoi ex compagni per salvare la famiglia. Viene scortato dagli agenti fino ad Armadillo, dove incontra il primo dei tre bersagli: Bill Williamson. John viene gravemente ferito ma viene salvato da Bonnie McFarlane, proprietaria di un vicino ranch. Dopo essersi ristabilito, si reca nuovamente ad Armadillo in cerca di alleati per affrontare Bill, rifugiatosi in un forte. Dopo aver dato una mano allo sceriffo locale, si allea anche con il cacciatore di tesori e profanatore di tombe Seth Briars, e con il venditore ambulante Nigel West Dickens. Grazie all’aiuto dei tre, riesce ad assaltare il forte, ma Bill è già fuggito prima dell’arrivo di John. Uno degli uomini catturati rivela che Bill è scappato in Messico, dove si è rifugiato presso un vecchio amico: il secondo obiettivo di John, Javier Escuella.
John si dirige quindi in Messico e raggiunge la cittadella di Chuparosa, dove incontra Landon Ricketts, un vecchio pistolero americano trasferitosi in Messico per condurre una vita tranquilla. Ricketts gli insegna a perfezionare la mira con la pistola e lo coinvolge nel salvataggio di cittadini messicani, aiutandoli a emigrare in America. In seguito, John si reca a Escalera, dove scopre che è in corso una guerra civile e, suo malgrado, si ritrova a collaborare con entrambe le fazioni. I ribelli sono guidati da Abraham Reyes, mentre le forze governative sono comandate dal capitano Vincente De Santa e dal governatore provinciale, colonnello Augustin Allende. Alla fine, John viene tradito dai militari e decide di schierarsi definitivamente con i ribelli. Stringe con loro un accordo: se li avesse aiutati a eliminare Allende e De Santa, lo avrebbero aiutato a trovare Bill e Javier. John e i ribelli riescono a catturare De Santa e a farsi rivelare che Javier si nasconde nel forte El Presidio. John partecipa all’assalto al forte e vince la battaglia; qui può decidere se uccidere o consegnare vivo Javier. In seguito, assalta la città di Escalera, dove riesce a uccidere sia il governatore Allende che Bill.
Tornato in America, John si reca a Blackwater, dove Edgar Ross gli comunica che Dutch si trova poco più a nord e ha formato una nuova banda composta da nativi americani. Dopo varie peripezie, John, insieme agli agenti di Ross e ai militari, assalta l’accampamento di Dutch. Dopo un lungo inseguimento, John riesce a raggiungerlo. Dutch, prima di lanciarsi nel vuoto togliendosi la vita, gli dice che il loro tempo è finito e che non deve fidarsi dei federali.
Completato l’incarico, John si congeda da Edgar Ross e torna dalla sua famiglia e da Zio. Cerca di ricostruire il rapporto con i suoi cari, soprattutto con il figlio Jack, che teme costantemente di essere nuovamente abbandonato. John si dedica alla sistemazione della fattoria, desideroso di iniziare una nuova vita. Per un po’ le cose sembrano funzionare, ma gli agenti del Bureau, insieme ai militari, assaltano la fattoria, intenzionati a eliminare l’ultimo membro della banda di Dutch. Zio e John tentano di resistere all’assalto, ma Zio viene colpito al petto e muore nelle prime fasi dello scontro. Dopo aver messo in salvo la sua famiglia, John viene ucciso. Abigail e Jack tornano alla fattoria e trovano il corpo senza vita di John.
Nel 1914, Jack, ormai adulto, dopo aver eliminato tutti i responsabili della morte del padre, dà la caccia all’ultimo di essi: Edgar Ross. Lo rintraccia in Messico e, dopo averlo sfidato a duello, riesce a ucciderlo, completando la sua vendetta e dando pace all’anima del padre.
Terrore dall'Oltretomba
In Terrore dall’Oltretomba si esplora una realtà alternativa, ambientata poco prima del finale, in cui John è tornato dalla sua famiglia e ha deciso di ricominciare una nuova vita. Tuttavia, un giorno si diffonde un misterioso virus che trasforma le persone in zombie. Lo Zio, infettato, una notte assale John e Abigail, trasformando quest’ultima, che a sua volta infetta Jack. John, ignaro di quanto stia accadendo, uccide lo Zio e lega sua moglie e suo figlio, rinchiudendoli in casa per recarsi a Blackwater alla ricerca di una cura. Qui scopre che la città è completamente devastata e che la piaga degli zombie ha ormai invaso ogni angolo del paese. Con grande difficoltà riesce a liberare la città dall’assalto delle creature. Secondo alcuni superstiti, l’epidemia è stata causata dal tombarolo Seth e dal venditore ambulante Nigel. John parte alla loro ricerca e, lungo il percorso, libera diversi paesi dagli zombie. Si reca anche da Bonnie, salvando il suo ranch, e poi libera la città di Armadillo. Quando incontra Seth, questi gli consiglia di bruciare le bare in alcuni cimiteri, ma senza risultati. Seth lo indirizza quindi in Messico. Nigel, invece, gli chiede nuovamente dei favori, ma anche lui non sa spiegare l’origine dell’epidemia. Così John decide di proseguire verso il Messico. Lì ritrova Landon Ricketts, che lo aiuta a combattere gli zombie a Casa Madrugada. John fa anche la conoscenza della Madre Superiora Calderón nel convento di Las Hermanas. Insieme cercano una cura per l’epidemia, ma riescono solo a scoprire una nuova arma efficace contro gli zombie: l’acqua santa. La Madre gli rivela che, secondo alcune voci, il responsabile della piaga potrebbe essere Abraham Reyes, che avrebbe rubato un oggetto sacro da una cripta, scatenando l’ira di antiche divinità. John si reca a Escalera, dove uccide Reyes, ormai diventato uno zombie, e incontra una ragazza che gli mostra l’artefatto rubato: una maschera di giada. I due si dirigono insieme nella cripta affrontando orde di zombie, e una volta giunti alla fine, John rimette la maschera al suo posto. La ragazza gli rivela la sua vera identità: è la dea azteca Ayauhtéotl. Dopo essersi rivelata, scompare. John torna finalmente a casa e scopre che la sua famiglia è tornata normale. Qualche tempo dopo, John verrà comunque ucciso da Edgar Ross. In seguito, Seth ruberà nuovamente la maschera di giada, risvegliando ancora una volta i morti, tra cui John stesso. Tuttavia, essendo stato sepolto con l’acqua sacra, John ritorna in vita mantenendo la sua anima e tutte le sue abilità. Da lì, si impegna a ripulire nuovamente le città dall’epidemia zombie, cercando di fermarla una volta per tutte.

## Personalità
John, pur essendo stato un criminale, è una persona molto gentile e spesso disposta ad aiutare chi è in difficoltà. Dimostra grande rispetto per le donne: nonostante abbia instaurato una profonda amicizia con Bonnie McFarlane, continua a rivolgersi a lei chiamandola "Signora McFarlane", anche dopo che lei lo ha invitato a usare il suo nome. Ama profondamente sua moglie e non si cura del fatto che in passato sia stata una prostituta; con lei ha trovato la serenità e desidera iniziare una nuova vita accanto al loro figlio. Anche se ha avuto molte occasioni per tradirla, non lo ha mai fatto. È evidente che John ha una particolare ammirazione per le donne forti e indipendenti, consapevole di come la società tenda a considerarle solo come oggetti di piacere. Quando incontra donne di carattere, le definisce "donne in un mondo di uomini": una frase che, nella sua vita, ha pronunciato solo nei confronti di due persone, sua moglie Abigail e Bonnie McFarlane. John spera che suo figlio Jack segua un cammino onesto, lontano da quello criminale che lui stesso ha intrapreso quando era parte della banda di Dutch. All’epoca, da giovane, aveva un atteggiamento diverso: era meno attento alla famiglia e arrivava persino a dubitare che Jack fosse suo figlio, dato il passato di Abigail con altri membri della banda. Tuttavia, con il tempo è maturato e ha compreso che la vita da fuorilegge non era compatibile con il benessere della sua famiglia. Per questo, ha deciso di allontanarsi dalla banda insieme ad Abigail e Jack per iniziare una nuova vita onesta. Anche se non aveva particolare simpatia per Zio, come la maggior parte degli altri membri della banda, ha scelto comunque di portarlo con sé per offrirgli un lavoro e una possibilità di riscatto nella nuova vita al ranch. 
John ha interagito con molte persone dalle ideologie diverse dalla sua e, nonostante ciò, è riuscito comunque a guadagnarsi il rispetto di tutti; spesso, infatti, li rimproverava per il loro modo di pensare. John è una persona dalla mentalità molto aperta e, a differenza di molti individui del suo tempo, non è né razzista né omofobo. Pur trovando bizzarro il comportamento di alcune persone, non le giudica mai apertamente, limitandosi al massimo a esprimere la sua opinione attraverso commenti sarcastici.
Una volta abbandonata la vita da fuorilegge, John cerca di evitare l’uso delle armi, preferendo risolvere i conflitti con il dialogo; tuttavia, quando necessario, dimostra di essere ancora un abile tiratore. Nonostante i numerosi tradimenti subiti, non serba rancore e tenta spesso di trovare soluzioni pacifiche. Un esempio significativo è la sua riluttanza a uccidere Dutch, che aveva rappresentato per lui una figura paterna e che John non riusciva a odiare per tutto ciò che in passato aveva fatto per lui.
Pur essendo una persona fondamentalmente buona e gentile, se provocato minaccia apertamente chi lo sfida, dimostrandosi però sempre una persona d’onore: quando accetta un duello, infatti, rispetta sempre le regole e non bara mai.
Quando entrò nella banda, John divenne amico di tutti, mostrando rispetto verso i membri più anziani, incluso Arthur. Quando Abigail rimase incinta di Jack, John abbandonò temporaneamente la banda per un anno per riflettere sulla sua vita; questa decisione irritò profondamente Arthur e, al suo ritorno, quest’ultimo gli disse apertamente che aveva commesso un grave errore. Questo episodio raffreddò i rapporti tra Arthur e John, ma col tempo i due si riavvicinarono, e nelle situazioni più pericolose si supportarono sempre a vicenda. Quando Dutch perse il senno in seguito alla morte di Hosea e sciolse la banda, Arthur e John furono costretti alla fuga per evitare la cattura da parte dei federali. Arthur, ormai debilitato dalla tubercolosi, si rifiutò di proseguire e convinse John che doveva iniziare una nuova vita con Abigail e Jack. Nonostante fosse riluttante, John finì per accettare e, in segno di fiducia, Arthur gli donò il proprio cappello dicendogli che ora toccava a lui portarlo. Prima di separarsi, Arthur gli raccomandò di non voltarsi indietro, di vivere la sua nuova vita e, soprattutto, di non cercare vendetta contro Dutch e Micah. John, profondamente toccato da quel gesto eroico, disse ad Arthur che per lui sarebbe sempre stato come un fratello. I due si salutarono con affetto prima che Arthur andasse incontro al suo destino, trovando la morte per mano di Micah.
John si sentirà sempre in debito con Arthur e, otto anni dopo la sua morte, decide di vendicare il suo migliore amico uccidendo Micah, nonostante Abigail cerchi di fermarlo. Pur riuscendo nell'impresa e vendicando Arthur, John manca alle volontà finali dell'amico, che gli aveva esplicitamente chiesto di non cercare vendetta. Questa scelta si rivelerà fatale per Marston: l'uccisione di Micah permette infatti all'agente federale Edgar Ross di rintracciare John e la sua famiglia, mettendoli sotto ricatto e portando agli eventi del primo Red Dead Redemption. Dopo aver sfruttato John per l'intero gioco, Ross decide di uccidere l'ex fuorilegge. A questo punto, John compie lo stesso gesto eroico di Arthur. Come il suo amico, anche John affronta i suoi nemici a testa alta, morendo da eroe e uomo libero, credendo nei suoi ideali e sacrificando la propria vita per salvare coloro che ama.
Inizialmente, quando John e Abigail si conobbero, non si frequentavano molto, ma avevano rapporti occasionali, da cui nacque Jack. Con la nascita del figlio, i due iniziarono a litigare frequentemente, portando John ad allontanarsi dalla banda per un anno intero. Durante questo periodo, voleva riflettere sulle sue nuove responsabilità di padre, ma essendo giovane, non dava molta importanza né a Abigail né a Jack, desiderando solo vivere una vita da criminale. Al suo ritorno, cercò di comportarsi come un padre, ma spesso trascurava Abigail e Jack, focalizzandosi maggiormente sul guadagno. Abigail, nel frattempo, abbandonò la sua vita da prostituta per dedicarsi completamente a Jack. Nonostante le frequenti discussioni, col tempo John e Abigail si innamorarono e si sposarono. Nel corso degli anni, John migliorò, rendendosi conto che la cosa più importante nella sua vita erano sua moglie Abigail e Jack. Quando, nel 1899, Arthur si sacrificò per permettere a John di vivere con la sua famiglia, John comprese finalmente il valore di avere una moglie e un figlio. Negli anni successivi, John cercò di abbandonare la sua vita da fuorilegge e di iniziare una nuova vita da cittadino onesto. L'amore per Abigail crebbe sempre di più e, alla fine, John comprese che la sua vita non aveva significato senza di loro. Quando, in passato, Abigail e Jack lo lasciarono perché non voleva abbandonare la vita da fuorilegge, John ne uscì distrutto e trascorse i mesi successivi cercando di dimostrare a sua famiglia che era cambiato. L'amore che provava per Abigail lo spinse a comprare un ranch per avviare una vita da contadino, e alla fine riuscì nell'impresa, con Abigail e Jack che tornarono da lui. Il loro rapporto, nonostante le difficoltà e i litigi, era profondo e sincero, e entrambi sapevano di amarsi. Quando il ranch di John venne assaltato dai Pinkerton, lui si sacrificò per permettere ad Abigail e Jack di salvarsi, dimostrando ancora una volta il suo amore per loro.
Quando suo figlio Jack nacque, inizialmente a John non importava molto della paternità, poiché non desiderava una vita familiare. Inoltre, il pistolero nutriva dei dubbi sulla paternità di Jack, sospettando che non fosse suo, dato che Abigail aveva avuto rapporti con molti membri della banda. Jack, infatti, ricorda che John era molto assente e raramente passava del tempo con lui. Tuttavia, con il passare degli anni, John cercò di migliorarsi e iniziò a avvicinarsi a suo figlio, tentando di costruire un rapporto e un dialogo. Col tempo, Jack divenne più freddo e distante, concentrandosi principalmente sulla lettura dei suoi libri d'avventura. Nonostante ciò, John, con il supporto di Abigail, cercò in ogni modo di avvicinarsi a lui e lo educò, cercando di trasmettergli i valori di una vita onesta, insegnandogli mestieri legati alla vita rurale. Negli anni successivi, il loro rapporto migliorò gradualmente, anche se Jack non mancava di ricordare a suo padre i suoi errori passati. Nonostante le critiche frequenti da parte di Jack, John continuò a comportarsi come un padre, insegnandogli a cacciare e a sopravvivere all'aperto. Anche se Jack non mostrava spesso affetto, quando divenne adulto si dedicò anima e corpo a diventare un abile pistolero, con l'obiettivo di vendicare la morte di John, ucciso da Edgar Ross. Questo gesto dimostra l'amore profondo che Jack provava per suo padre.

## Accoglienza
Il personaggio di John Marston ha ottenuto un enorme successo tra i videogiocatori e la critica. Sia GameSpot che IGN lo hanno definito il miglior nuovo personaggio dell'anno al momento del suo debutto. GamesRadar lo ha inserito al quinto posto nella lista dei migliori personaggi della sua generazione. Complex ha lodato particolarmente il doppiaggio di Rob Wiethoff, riconoscendo l'interpretazione di John come una delle migliori nel panorama videoludico, tanto da renderlo una figura apprezzata tra i fan, e consolidando la popolarità di Wiethoff nel settore.

## Curiosità
Sul viso di John sono visibili delle cicatrici che, in Red Dead Redemption, lui attribuisce alla sua vita da criminale. Tuttavia, in Red Dead Redemption II si scopre che le cicatrici derivano da un attacco di lupi, e Arthur Morgan lo esorta a inventarsi una storia più credibile da raccontare a chi gli chiederà del suo passato. John e Red Harlow (protagonista di Red Dead Revolver) condividono le stesse cicatrici e lo stesso stile di capelli. Nel primo gioco, l'acqua era un elemento inaccessibile: ogni tentativo di entrare in un fiume, un lago o il mare risultava fatale. Questo aspetto viene giustificato in Red Dead Redemption II, dove si fa riferimento all'incapacità di John di nuotare. A causa delle abitudini del periodo storico in cui è ambientato il gioco, le bretelle erano ancora in uso per tenere su i pantaloni. Tuttavia, John opta per una cintura, distinguendosi in modo anacronistico per la sua scelta di stile.